# Bziny
Bziny (en hongrois : Bezine) est une commune du district de Dolný Kubín, dans la région de Žilina, en Slovaquie.

## Histoire
La première mention écrite de la localité date de 1345.

## Démographie

### Évolution de la population
| Année:               | 1994. | 2004.    | 2014.   | 2024.   |
| -------------------- | ----- | -------- | ------- | ------- |
| Nombre de personnes: | 417   | 529      | 562     | 598     |
| Différence:          |       | +26,85 % | +6,23 % | +6,40 % |

| Année:               | 2023. | 2024.   |
| -------------------- | ----- | ------- |
| Nombre de personnes: | 591   | 598     |
| Différence:          |       | +1,18 % |